# دی‌اکسین
دی‌اُکسین‌ها گروهی از ترکیبات آلی هستند؛ که بیشتر در فرایندِ سوزاندن تولید می‌شوند و یکی از آلاینده‌های زیست‌بوم به‌شمار می‌آیند. فرمول شیمیایی: C4H4O2

## ویژگی‌ها
دی‌اکسین یک واژه با فرمول کلی C12H4Cl4O2 برای خانواده‌ای از ترکیبات آلی کلرینه است که بعضی از انواع آن حتی در مقادیر کم اثرات فوق‌العاده سمی دارند. مولکول دی‌اکسین از دو حلقهٔ بنزنی که با دو پل اکسیژنی به هم وصل شده تشکیل یافته و در مجموع ۷۵ ترکیب مختلف را تشکیل می‌دهند. فرمول کلی تمامی ۷۵ ایزومرهای دی بنزو –p دی‌اکسین‌های پلی‌کلرینه (PCDDS) نامیده می‌شود.
در میان ایزومرهای دی‌اکسین سمی‌ترین ترکیب که تاکنون شناخته شده‌است ۲، ۳، ۷ و ۸ تتراکلرودی بنزو پارادی اکسین (TCDD) است که وزن مولکولی متوسط آن حدود ۳۲۲ است. این ترکیب در شرایط استاندارد جامد است. نقطهٔ ذوب آن حدود FE 577 و FE 581 است. حلالیت آن در آب ۰/۰۰۰۲ در بنزن ۵۷ و در اکتانول ۱ میلی‌گرم در لیتر است. ترکیبات PCDD تا دمای FE1300 پایدار و بالاتر از این دما تجزیه می‌شوند. فشار بخار بسیار پایینی دارند (کمتر از یک میلیونیم میلی‌متر جیوه در شرایط استاندارد) که حاکی از عدم تبخیر این ماده است. این خاصیت فیزیکی همراه با پایداری دمایی و حلالیت در آب از مهم‌ترین خواص دی‌اکسین‌ها در محیط است. دی بنزو فوران‌های پلی‌کلرینه (PCDFS) ساختمان و شیمی مشابه دی‌اکسین‌ها دارند. این دو گروه می‌توانند ۲۱۰ ترکیب مختلف را داشته باشند که حدود ۷۵ عدد آن متعلق به گروه PCDDS و ۱۳۵ عدد آن متعلق به PCDFS است.
این ترکیبات سمی اکثراً در محیط و بدن جانداران پایدار و مقاوم هستند. دی‌اکسین‌ها می‌توانند از طرق مختلف مثل خوردن مواد غذایی آلوده و حتی از طریق جفت یا شیر مادر وارد بدن انسان گردد.

## ترکیبات
این ترکیبات شامل گروه‌های پلی کلرینه هستند که از آن جمله می‌توان به گروه‌های پلی کارینتد دی بنزو پارا دی‌اکسین (PCDDs/CDDs)، پلی کلرینتد دی بنزو فوران (PCDFs/CDFs)، پلی کلرینتد بی فنیل(PCBs) اشاره نمود. هر کدام از این گروه‌ها به ترتیب دارای ۷۵، ۱۳۵، ۲۰۹ ترکیب مجزا هستند. دی‌اکسین‌ها و فوران‌ها ترکیباتی آروماتیک با خصوصیات شیمیایی و فیزیکی یکسانی هستند.
دی‌اکسین‌ها در ساختار شیمیایی خود دارای ۲ حلقهٔ بنزنی هستند که این حلقه‌ها در PCDDs توسط ۲ اتم اکسیژن به هم متصل شده و در نوع PCDFs این حلقه‌ها توسط یک باند کربن و یک پل اکسیژنی به هم متصل می‌شوند.
PCDFs و PCDDs جامدات آلی با نقطهٔ ذوب بالا و فشار بخار پایین هستند. این ترکیبات در آب کم محلول بوده و تمایل شدیدی به جذب سطحی بر روی ذرات معلق دارند.
از آن‌جا که خصوصیات فیزیکی و شیمیایی دی‌اکسین‌ها به دما و نحوهٔ قرارگیری کلر وابسته است، لذا با افزایش مقدار کلر میزان حلالیت دی‌اکسین‌ها و فوران‌ها در آب کاهش می‌یابد ولی حلالیت آن‌ها در حلال‌های آلی و چربی‌ها افزایش می‌یابد.
منابع احتراق و کارخانه‌های ذوب فلزات بزرگ‌ترین منابع واردکنندهٔ دی‌اکسین‌ها به هوا هستند. از جمله منابع احتراق می‌توان به سوزاندن زباله‌های شهری به ویژه پلاستیک در زباله‌سوزها، سوزاندن لجن فاضلاب و مواد زائد عفونی و همچنین سوزاندن سوخت‌هایی نظیر زغال، چوب و محصولات نفتی اشاره نمود. همچنین آفت‌کش‌ها نیز یکی از مهم‌ترین منابع واردکنندهٔ این مواد بهاتمسفر هستند.
دی‌اکسین‌ها پس از تولید و ورود به اتمسفر در اثر ریزش‌های جوی بر روی گیاهان و رودخانه‌ها وارد زنجیرهٔ غذایی جانوران و در نهایت انسان می‌شود. دی‌اکسین‌ها به دلیل داشتن خاصیت چربی‌دوستی بالا در بافت‌های چربی جانوران تجمع می‌یابد؛ بنابراین جانوران به نسبت گیاهان، آب و خاک مقدار بیشتری از این ترکیبات را در بدن خود ذخیره می‌کنند. به همین منظور جدا کردن چربی از گوشت، مصرف لبنیات کم‌چرب و همچنین استفاده از رژیم غذایی مناسب می‌تواند میزان ورود این ترکیب به بدن را کاهش دهد. ۹۰٪ کسانی که به دی‌اکسین آلوده هستند، از طریق زنجیرهٔ غذایی این ترکیب را دریافت کرده‌اند.
این ترکیب در اتمسفر به دو شکل گازی و ذره‌ای یافت می‌شود. آن دسته از دی‌اکسین‌ها که تعداد کلر کمتری در ساختار شیمیایی خود دارند، بیشتر در فاز گازی یافت می‌شوند. با این حال آلودگی به دی‌اکسین، از طریق تنفس درصد کمی را به خود اختصاص داده‌است.
فاکتورهای متعددی در میزان تأثیر آن‌ها بر جانداران مؤثر است که از آن جمله می‌توان به سطح تماس، زمان تماس و چگونگی تماس اشاره نمود. ناراحتی کبدی و عارضهٔ پوستی از عمده‌ترین عوارض این ترکیب هستند.
از آن‌جا که دی‌اکسین‌ها حداکثر تولید را در محدودهٔ دمایی OC 400-300 دارند، در طراحی بهینه محفظه‌های احتراق باید پارامترهای مهم از قبیل دما (OC 1000-850)، زمان ماند (S 2-1)، اختلاط (عدد رینولدز ۵۰۰۰۰–۱۰۰۰۰) و اکسیژن مازاد (V/V 6- 3) برای جلوگیری از تشکیل دی‌اکسین بایستی مد نظر قرار گیرد.